# Tour de Zhoushan Island
El Tour de Zhoushan Island (oficialment: Tour of Zhoushan Island) és cursa ciclista femenina per etapes que es disputa a la Xina. La prova transcorre a l'illa de Zhoushan.

## Palmarès
| Any  | Vencedor              | Segon                | Tercer                 |
| ---- | --------------------- | -------------------- | ---------------------- |
| 2012 | Emilie Moberg         | Jutatip Maneephan    | Meng Zhaojuan          |
| 2013 | Giorgia Bronzini      | Elisa Longo Borghini | Cecilie Gotaas Johnsen |
| 2014 | Charlotte Becker      | Marta Tagliaferro    | Aizhan Zhaparova       |
| 2015 | Lauren Kitchen        | Ielena Kutxínskaia   | Charlotte Becker       |
| 2016 | Ielena Kutxínskaia    | Olga Zabelínskaia    | Nicole Brändli         |
| 2017 | Charlotte Becker      | Anastasia Iakovenko  | Emilie Moberg          |
| 2018 | Sheyla Gutiérrez Ruiz | Charlotte Becker     | Elizaveta Oshurkova    |
| 2019 | Thi Thu Mai Nguyễn    | Annamarie Lipp       | Sun Jiajun             |